# Стодульцы
Стодульцы (укр. Стодульці) — село на Украине, находится в Жмеринском районе Винницкой области.
Код КОАТУУ — 0521086003. Население по переписи 2001 года составляет 710 человек. Почтовый индекс — 23121. Телефонный код — 4332. Занимает площадь 2,399 км². Адрес местного совета: 23121, Винницкая область, Жмеринский р-н, с. Стодульцы, ул. Ленина

## История
Основателем села Стодульцы был пан Стодульский. Славилось оно прежде изящной архитектуры храмом Святого Иоанна-Богослова (1886), в котором была старинная икона Богоматери. Интересно, что колокольню и иконостас взяли с более старой церкви. В селе действовала и церковно-приходская школа, которая была открыта 1864 году. По инициативе тогдашнего владельца поселения помещика Шелеховского. Крестьяне, в основном, занимались земледелием, а косвенно работали на сахарных заводах, возили и били камни известняка. Некоторые — пчеловодством и ткачеством.
В Стодульцах родился Вениамин (Зарицкий), митрополит Оренбургский и Саракташский.

## Религия
В селе действует храм Святого Апостола и Евангелиста Иоанна Богослова Жмеринского благочиния Винницкой епархии Украинской православной церкви.